# Мошупа
Мошупа (англ. Moshupa) — населений пункт сільського типу на південному-сході Ботсвани, на території Південного округу.

## Географічне розташування
Знаходиться в південно-східній частині країни, на висоті +1141 м над рівнем моря. Територією міста протікають 3 майже пересохлі річки: Мосопе, Моннаамме та Колване.

## Населення
За даними перепису 2011 року населення села складає 19 780 осіб.
 Динаміка чисельності населення села по роках: 
| 1981  | 1991   | 2001   | 2011   | 2013   |
| ----- | ------ | ------ | ------ | ------ |
| 6 612 | 11 444 | 16 922 | 19 780 | 20 443 |

## Економіка та інфраструктура
Основою економіки є сільське господарство, найбільш розвинене розведення домашньої птиці. Також тут вирощують овочі, проте виключно для забезпечення місцевого населення, оскільки клімат місцевості, де розташоване село — занадто посушливий для ведення продуктивного сільського господарства. Місцевість поблизу Мошупи потерпає через перевипас худоби та знеліснення.
У Мошупе є 6 початкових шкіл, 3 середніх школи та 1 старша школа. Система охорони здоров'я представлена трьома клініками. Є плани з будівництва лікарні.